# Henk Spoelstra
Hendrik (Henk) Spoelstra (Grootegast, 6 augustus 1944 – Rossum, 19 juli 2023) was een Nederlands politicus van de PvdA.
Hij werd geboren in Grootegast, een dorp in het zuidwesten van de provincie Groningen, waar hij ook opgroeide. In 1962 ging Spoelstra als leerling-ambtenaar werken bij de toenmalige Drentse gemeente Vries. Via allerlei functies werd hij uiteindelijk loco-gemeentesecretaris en daarnaast was hij vanaf 1976 lid van de Provinciale Staten van Drenthe. In 1981 werd hij burgemeester van de Utrechtse gemeente Nigtevecht. Toen die gemeente op 1 januari 1989 opging in de gemeente Loenen kwam die functie te vervallen, waarop Spoelstra op diezelfde dag waarnemend burgemeester van Langbroek werd. In juli 1990 volgde zijn benoeming tot burgemeester van de Gelderse gemeenten Rossum en Heerewaarden. Deze gemeenten fuseerden op 1 januari 1999 met nog drie gemeenten tot Maasdriel. Daarna is Spoelstra nog vier keer waarnemend burgemeester geweest: Hummelo en Keppel (1999), Rijnwaarden (1999-2000), Rozendaal (2000-2001) en Mook en Middelaar (2002).
Spoelstra is op 19 juli 2023 op 79-jarige leeftijd te Rossum overleden.